# Opius santosanus
Opius santosanus är en stekelart som beskrevs av Fischer 1966. Opius santosanus ingår i släktet Opius och familjen bracksteklar. Inga underarter finns listade i Catalogue of Life.